# Hermeneutică
Hermeneutica (din limba greacă: ερμηνεια = a interpreta, a tălmăci) reprezintă în filosofie metodologia interpretării și înțelegerii unor texte, a fenomenelor culturii spirituale. Denumirea derivă de la numele zeului grec Hermes, mesagerul zeilor și interpretul ordinelor lui Zeus. Obiectul hermeneuticii, apărută în secolele al XV-lea și al XVI-lea în perioada dezvoltării Umanismului, au fost la început scrierile autorilor clasici ai antichității greco-romane, apoi - în special - interpretarea conținutului Bibliei. Teologii creștini s-au străduit să stabilească o metodă, prin care să se pătrundă sensul adevărat al Scripturii și - în același timp - să ușureze înțelegerea textelor clasice. În teologie, hermeneutica biblică se preocupă de principiile generale pentru interpretarea exactă a Bibliei. În decursul timpului, hermeneutica devine mai amplă, având tendința de a da un sens comprehensibil tuturor scrierilor greu de înțeles, devine asfel o teorie generală a regulilor de interpretare. Punând accentul pe conținut și semnificație, indiferent de formă sau amănunte de redactare, hermeneutica se deosebește astfel de exegeză. În zilele noastre se vorbește și despre o hermeneutică a jurisprudenței și despre una artistică, fiind înțeleasă ca metodologie a interpretării normelor juridice și operelor de artă. Este interesant că hermeneutica a influențat și studiile din ultimii ani asupra inteligenței artificiale, unii cercetători în acest domeniu considerând inadecvată metoda cognitivă sau aceea a elaborării informațiilor pentru înțelegerea gândirii omenești.
În secolul al XIX-lea, filosofii Friedrich Schleiermacher și Wilhelm Dilthey au lărgit orizontul hermeneuticii, incluzând și pe cititori în procesul de analiză. După Schleiermacher, în actul lecturii, cititorul lasă libere intențiile autorului. Interpretarea ar înseamna atunci, încercarea de a se pune în situația autorului și, retrăind actul creației, să se descopere sensul posibil al operei de artă. Scopul hermeneuticii lui Dilthey era de a întreprinde interpretări sistematice și științifice, situând fiecare text în contextul său istoric originar. El încearcă să delimiteze aspectele intelectuale ale artelor de științele naturii explicative și consideră opera literară un "monument al limbajului" (Sprachdenkmal).
În secolul al XX-lea, filosofii germani Edmund Husserl, Martin Heidegger și elevul acestuia, Hans-Georg Gadamer au dat o nouă orientare hermeneuticii filosofice în sensul unei arte deschise a interpretării. Heidegger deplasează problema centrală a hermeneuticii de la interpretarea textelor la înțelegerea existențială, pe care o consideră o prezență directă în lume, nemijlocită de alte simboluri și - prin aceasta - dotată de autenticitate, deci lipsită de o simplă presupunere empirică în procesul de cunoaștere. Gadamer devine cunoscut cu opera sa fundamentală "Wahrheit und Methode" ("Adevăr și metodă", 1960). Pentru el, una din problemele fundamentale ale hermeneuticii este de a da o obiectivitate interpretării, independent de cel ce face analiza și de contestul istoric în care este ea efectuată. A considera hermeneutica drept o metodă filosofică este doar în parte corect, este posibil și un punct de vedere ontologic, relevând caracterul său universal în procesul de înțelegere, prezent în orice formă de cunoaștere, și, prin corelație - pentru a formula în termeni kantiani - examinând condițiile posibile, respectiv structurile transcendentale ale gândirii umane. Accentuând caracterul necesar al fondului aperceptiv în orice mod de cunoaștere, Gadamer se distanțează de viziunea gnoseologică tradițională a iluminismului, conform căreia cunoașterea ar reprezenta un proces activ de identificare a subiectului cu un obiect distinct de sine, subliniindu-se autonomia reciprocă a celor doi termeni. Astfel, după Gadamer, întrucât fiecare investigator își inițiază activitatea pornind de la o cunoaștere anticipată a obiectului cercetat, nu se mai poate admite o separație originară a celor doi termeni, ei existând de la început într-o dimensiune unică.
Filosoful francez Paul Ricoeur, în lucrările sale "Le conflit des interprétations" ("Conflictul interpretărilor", 1969) și "Temps et récit" ("Timp și expunere", 1983-1985) radicalizează pozițiile lui Heidegger și Gadamer și dezvoltă mai departe semnificația hermeneuticii, pornind de la teoriile lingvistice asupra sensurilor simbolice din filosofia lui Ernst Cassirer. În acest mod, înțelegerea trebuie să demonstreze fenomenologic o și mai puternică componență social-istorică și semantică.
Hermeneutica, în această accepțiune ontologică caracteristică, a exercitat o vastă și fecundă influență asupra principalelor domenii ale disciplinelor definite în mod tradițional științe umane: de la critica literară și istoria artei, la interpretarea juridică. În special în acest ultim domeniu, s-au obținut rezultate cu adevărat revoluționare în contrast cu doctrina pozitivistă a dreptului (de ex.: în Germania, Arthur Kaufmann, în Italia, Emilio Betti).
Mircea Eliade, ca hermeneut, înțelege religia ca "experiență a sacrului" și interpretează sacrul în raport cu profanul. Filosoful român subliniază faptul că relația dintre sacru și profan nu este de opoziție, ci de complementaritate. Hermeneutica mitului este o parte a hermeneuticii religiei. Oamenii nu ar trebui să interpreteze mitul ca o iluzie sau ca o minciună, pentru că există adevăr de redescoperit în mit.  Mitul este interpretat de Mircea Eliade drept "istorie sacră". Eliade introduce conceptul de "hermeneutică totală". Mircea Eliade crede că oamenii nu ar trebui să interpreteze religia numai ca "credință în zeități", ci și ca "experiență a sacrului." Filosoful român analizează dialectica sacrului. Profanul este interpretat ca hierofanie.